# Manfred Gerstenfeld
Manfred Gerstenfeld (geboren am 1937 in Wien; gestorben am 25. Februar 2021 in Jerusalem) war ein israelischer Publizist, Historiker und Forscher zu Holocaust und Antisemitismus sowie langjähriger Vorsitzender des Präsidiums des Jerusalem Center for Public Affairs.

## Leben
Manfred Gerstenfeld wuchs in Amsterdam auf und lebte ab 1964 in Paris. 1968 zog er mit seiner Familie nach Israel. Neben einem Ph.D. in Umweltwissenschaften verfügt er über einen teacher training degree für Judaistik des Dutch Jewish Seminar. Unter anderem war er im Vorstand der Israel Corporation, einer der größten israelischen Investmentfirmen. Er war Redakteur der Jewish Political Studies Review und Mitherausgeber der Schriftenreihe Post-Holocaust and Anti-Semitism.
Nach den Anschlägen in Norwegen 2011 verurteilte Gerstenfeld im Zuge der Debatte um die ideologischen Hintergründe von Anders Breivik den seiner Meinung nach grassierenden Antisemitismus in Norwegen. Die „herrschende Elite“ Norwegens habe große Teile der Bevölkerung falsch über Israel informiert und damit die Ausbreitung von Antisemitismus begünstigt. Laut dem Sender TV2 behauptete Gerstenfeld 2009, dass Norweger „ein barbarisches und unintellektuelles Volk“ seien.
In der Kontroverse um Günter Grass’ Gedicht Was gesagt werden muss bezeichnete Gerstenfeld Zeitungen, welche das Gedicht abdruckten (Süddeutsche Zeitung, El País, The Guardian und Politiken) als ebenso „Teilzeit-antisemitisch“ wie Grass selbst.

## Auszeichnungen
- 2012: Lifetime Achievement Award des Journal for the Study of Antisemitism
- International Leadership Award des Simon Wiesenthal Centers
- International Lion of Judah Award des Canadian Institute of Jewish Research

## Schriften (Auswahl)
- Rivalutare l'Italia. Sperling & Kupfer, Mailand 1992, ISBN 88-200-1457-2 (mit Lorenzo Necci).
- Environment and Confusion. Academon, 1993, ISBN 965-350-043-0.
- The State as a Business. Rizzoli, 1994.
- Israel’s New Future. Interviews. JCPA und Rubin Mass, 1994, ISBN 965-218-015-7.
- Judaism, Environmentalism and the Environment – Mapping and Analysis. Jerusalem Institute for Israel Studies, 1998.
- Echut ha Sviva ba Masoret ha Yehudit. Olam Bar Kayma (The Environment in the Jewish Tradition. A Sustainable World). Jerusalem Institute for Israel Studies, Center for Environmental Policy, 2002
- Europe's Crumbling Myths. The Post-Holocaust Origins of Today's Anti-Semitism. Jerusalem Center for Public Affairs JCPA, Jerusalem 2003, ISBN 965-218-057-2.
- European-Israeli Relations. Between Confusion and Change? Jerusalem Center for Public Affairs, Jerusalem 2006, ISBN 978-965-218-054-4.
- Academics Against Israel and the Jews. Jerusalem Center for Public Affairs, Jerusalem 2007, ISBN 978-965-218-057-5.
- Behind the Humanitarian Mask. The Nordic Countries, Israel and the Jews. Jerusalem Center for Public Affairs and Friends of Simon Wiesenthal Center for Holocaust Studies, Jerusalem 2008, ISBN 978-965-218-066-7.
- The Abuse of Holocaust Memory. Distortions and Responses. Jerusalem Center for Public Affairs, Jerusalem 2009, ISBN 978-9652180766.
- Verwrongen beelden van de Holocaust – Geschiedvervalsing onder de loep. Jongbloed Publishing Group, 2011.
- The War of a Million Cuts. The Struggle against the Delegitimization of Israel and the Jews, and the Growth of New Anti-Semitism.  Jerusalem Center for Public Affairs JCPA, Jerusalem 2015.